# Alfred Percy Sinnett
Alfred Percy Sinnett (Londra, 18 gennaio 1840 – 26 giugno 1921) è stato un saggista, giornalista e teosofo inglese.

## Biografia
Nato in una famiglia con cinque fratelli, Alfred Percy Sinnett perse il padre all'età di cinque anni. Sua madre Jane Sinnett mantenne la famiglia scrivendo libri e articoli per diversi giornali inglesi. Sinnett ebbe modo così di crescere in un ambiente familiare colto e avvezzo alle lettere. Iniziò la sua carriera giornalistica al quotidiano The Globe di Londra, e quindi ad Hong Kong nel 1865 presso l'Hong Kong Daily Press, per tornare in Inghilterra nel 1868, dove divenne direttore dell'Evening Standard, scrivendo occasionalmente anche per il Daily Telegraph.
Nel 1870 sposò Patience Edensor (1844-1908), da cui ebbe il figlio Denny (1877-1908). Nel 1872 Sinnett si stabilì con la famiglia in India, dove aveva accettato un incarico prestigioso ad Allahabad come direttore dell'influente giornale britannico-indiano The Pioneer. La sua posizione lo rese uno degli inglesi più autorevoli nella cultura indiana dell'epoca, pur operando al di fuori della cerchia governativa.

### Approdo alla teosofia
Nel 1875, tornato a Londra per un soggiorno di tre mesi, entrò in contatto con lo spiritismo, da cui rimase affascinato.
Tra il 1877 e il 1878 lesse con entusiasmo il libro scritto dalla teosofa Helena Blavatsky di recente pubblicazione, Iside svelata. Quando il 16 febbraio 1879 la Blavatsky insieme al colonnello Henry Steel Olcott giunsero a Mumbai, in India, Sinnett li contattò tramite corrispondenza. Dopo vari scambi epistolari, nel dicembre 1879 i due teosofi Blavatsky e Olcott conobbero Sinnett di persona nella sua casa ad Allahabad, stringendo una forte amicizia. Appassionatosi alla teosofia, pochi giorni dopo, il 26 dicembre 1879, Sinnett aderì con sua moglie alla Società Teosofica, dove acquisì rapidamente prestigio.
Nel 1880, in occasione di un altro incontro tra i coniugi Sinnett e la Blavatsky, stavolta avvenuto a Shimla, nella loro casa estiva, Alfred Percy ebbe modo di studiare da vicino i fenomeni occulti di canalizzazione con cui la teosofa comunicava con un gruppo di Maestri dalle particolari doti spirituali, denominati Mahatma, chiedendole di poter instaurare lui stesso una corrispondenza per suo tramite con costoro.
A partire dal 1º ottobre 1880, fino al marzo 1885, Sinnett e sua moglie Patience iniziarono così a ricevere varie lettere da questi cosiddetti «Maestri della saggezza», o «dell'Antica Sapienza», successivamente pubblicati a Londra nel 1923 come Le lettere dei Mahatma M. e K.H. ad A.P. Sinnett (The Mahatma Letters for A. P. Sinnett): si tratta di una raccolta di risposte e insegnamenti di tali Maestri superiori, risiedenti in luoghi segreti, che si facevano chiamare Morya e Koot Humi.
In seguito a questa corrispondenza Sinnett scrisse Il mondo occulto (1881) e Buddhismo esoterico (1883), che ebbero un forte impatto sul pubblico, suscitando un interesse crescente verso i temi della dottrina teosofica.
Alla diffusione di queste tematiche in India contribuirono inoltre i suoi articoli sul Pioneer, che tuttavia Sinnett dovette lasciare nel novembre 1882. Decise allora di fondare un proprio giornale, intitolato The Phoenix, interamente dedicato ad argomenti teosofici, ma il progetto fallì. Nella primavera del 1883 tornò allora con la famiglia in Inghilterra.

### Ritorno in patria
Qui divenne un influente membro della London Lodge, un ramo della Società Teosofica di Londra fondato nel 1878, e precedentemente denominato «British Theosophical Society». A causa di crescenti dissidi con Anna Kingsford, allora presidente della suddetta Loggia, quest'ultima si separò in due correnti nell'autunno del 1883. Dopo le dimissioni della Kingsford nel 1884, e una fase di transizione guidata da Gerard B. Finch, Sinnett divenne il presidente della London Lodge nel gennaio 1885, conducendola per un certo periodo in maniera piuttosto indipendente dall'organizzazione madre, anche per l'avvenuta cessazione delle lettere da parte dei Mahatma.
Dopo il caso riguardante Judge, che nel 1895 si separò dalla Società Teosofica, Sinnett gli subentrò il 4 luglio di quell'anno alla carica di vicepresidente della Società madre di Adyar. In quanto esponente della London Lodge fu anche dal 1904 al 1907 direttore della rivista teosofica Broad Views.
Dal 1896 Sinnett era divenuto inoltre membro dell'Ordine Ermetico della Golden Dawn. Era tra l'altro in stretti rapporti col teosofo Charles Webster Leadbeater, al quale aveva chiesto di tornare in Inghilterra per fare da tutore a suo figlio Denny e a George Arundale. Leadbeater accettò portando con sé uno dei suoi allievi, Curuppumullage Jinarajadasa. Sinnet ricambiò scrivendo la prefazione ad un libro sulla Storia di Atlantide di William Scott-Elliot del 1910, a cui collaborò Leadbeater con l'ausilio del suo accesso all'archivio akashiko.

## Opere
- The Occult World (Londra, Trubner and Company, 1881)
- Esoteric Buddhism (Londra, Trubner and Company, 1883): descrive il concetto di razza-madre, adottato in seguito da Madame Blavatsky
- Karma: a Novel (Londra, Chapman & Hall, 1885)
- Incidents in the Life of Madame Blavatsky: Compiled from Information Supplied by Her Relatives and Friends (Londra, G. Redway, 1886)
- La logica del mesmerismo (Boston, Houghton, Mifflin and Company, 1892)
- La crescita dell'anima (Londra e Benares, Theosophical Publishing Society, 1896, 1905)
- Saggi occulti (Londra e Benares, Theosophical Publishing Society, 1905)
- Sposato per gradi, commedia in 3 atti (Londra, 1911)
- In the Next World: Actual Narratives of Personal Experiences by Some Who Have Passed On (Londra, Theosophical Publishing Society, 1914)
- The Spiritual Powers and the War (Londra, Theosophical Publishing Society, 1915)
- Aspetti invisibili della guerra (Londra, Theosophical Publishing Society, 1916)
- Super-Physical Science (Londra, Theosophical Publishing Society, 1919)
- Tennyson an Occultist: as his Writings Prove (Londra, Theosophical Publishing Society, 1920)
- The Early Days of Theosophy in Europe (Londra, Theosophical Publishing Society, 1922, postumo)
- Autobiografia di Alfred Percy Sinnett (Londra, Theosophical History Centre Publications, 1986 ISBN 0-948753-02-1)

### Epistolario
- Le lettere di H.P. Blavatsky ad A.P. Sinnett e altre lettere miscellanee, trascritte da A.T. Barker, Londra, Thomas Fisher Unwin LTD, 19231, trad. it. a cura di Ist. Cintamani, 1999

### Pubblicazioni in italiano
- Il Mondo Occulto. La conoscenza degli iniziati, trad. it. di E. De Brandis, Trieste, Sirio, 1964
- La vita straordinaria di Helena Petrovna Blavatsky, Astrolabio, 1980
- Buddhismo esoterico, Marco Valerio Editore, 2007